# Коту (Долж)
Коту (рум. Cotu) насеље је у Румунији у округу Долж у општини Бреаста. Oпштина се налази на надморској висини од 80 m.

## Становништво
Према подацима из 2002. године у насељу је живело 216 становника, од којих су сви румунске националности.